# Maspalomas
Maspalomas er en by i det sydvestlige Spanien på øen Gran Canaria i provinsen Las Palmas, De Kanariske Øer. Maspalomas ligger i kommunen San Bartolomé de Tirajana og består af turistområderne Campo Internacional, San Agustín, Playa del Inglés, Meloneras, Sonnenland og den lokale by San Fernando. Disse områder er alle sammenvoksede og udgør et samlet byområde. Det er den største turistby på Gran Canaria.

## Navnet
Navnet kan stamme fra Rodrigo Mas de Palomar, en nybygger og soldat fra Mallorca eller fra Francisco Palomar, en ven af Alonso Fernandez de Lugo, som købte 87 Guancheslaver fra Güímar og bosatte sig i området.

## Historie
Stedet er et resultat af et ambitiøst udviklingsprojekt som er gennemført med baggrund i en international arkitektkonkurrence som blev afholdt i 1961 under foranledning af Alejandro del Castillo, som ejede det meste af jorden som blev byudviklet. Vinderen var firmaet S.E.T.A.P. (inkl. urbanisten Langueneau og økonomen Michel Meill). Området dækkede 1.060 Ha (ca. 10 km2).

## Galleri
- Lagoon
- Maspalomas Fyr (es)
- Klit
- fugle-sanctuary La Charca
- Maspalomas Dunes
- Sand i Maspalomas Dunes
- Stranden i Playa del Inglés
- Hoteller i San Agustín